# Tossal de Montclí
El Tossal de Montclí és una muntanya de 962 metres que es troba al municipi d'Alfara de Carles, a la comarca catalana del Baix Ebre.